# Tituria flavomarginata
Tituria flavomarginata är en insektsart som beskrevs av Kuoh och Cai 1992_ 136 n. sp. Tituria flavomarginata ingår i släktet Tituria och familjen dvärgstritar. Inga underarter finns listade i Catalogue of Life.